# Litoporus
Litoporus (лат.) — род семейства пауков-сенокосцев (Pholcidae), впервые описанный Эженом Симоном в 1893 году.

## Описание
Охристо-желтые пауки длиной тела до 2 мм. По внешнему виду напоминают пауков родов Otavaloa и Mesabolivar. На груди имеется отчетливой бороздка. На голове восемь глазков.

## Классификация
По состоянию на июнь 2019 года род насчитывает 11 видов, обитающих только в Южной Америке:
- Litoporus aerius Simon, 1893typus — обитает в Венесуэле.
- Litoporus agricola Mello-Leitão, 1922 — обитает в Бразилии.
- Litoporus dimona Huber, 2000 — обитает в Бразилии.
- Litoporus iguassuensis Mello-Leitão, 1918 — обитает в Бразилии.
- Litoporus lopez Huber, 2000 — обитает в Колумбии.
- Litoporus manu Huber, 2000 — обитает в Перу.
- Litoporus pakitza Huber, 2000 — обитает в Перу.
- Litoporus saul Huber, 2000 — обитает в Французской Гвиане.
- Litoporus secoya  Huber, 2000 — обитает в Колумбии.
- Litoporus uncatus (Simon, 1893) — обитает на севере Южной Америки.
- Litoporus yucumo Huber, 2000 — обитает в Боливии.